# Edmund Mahlknecht

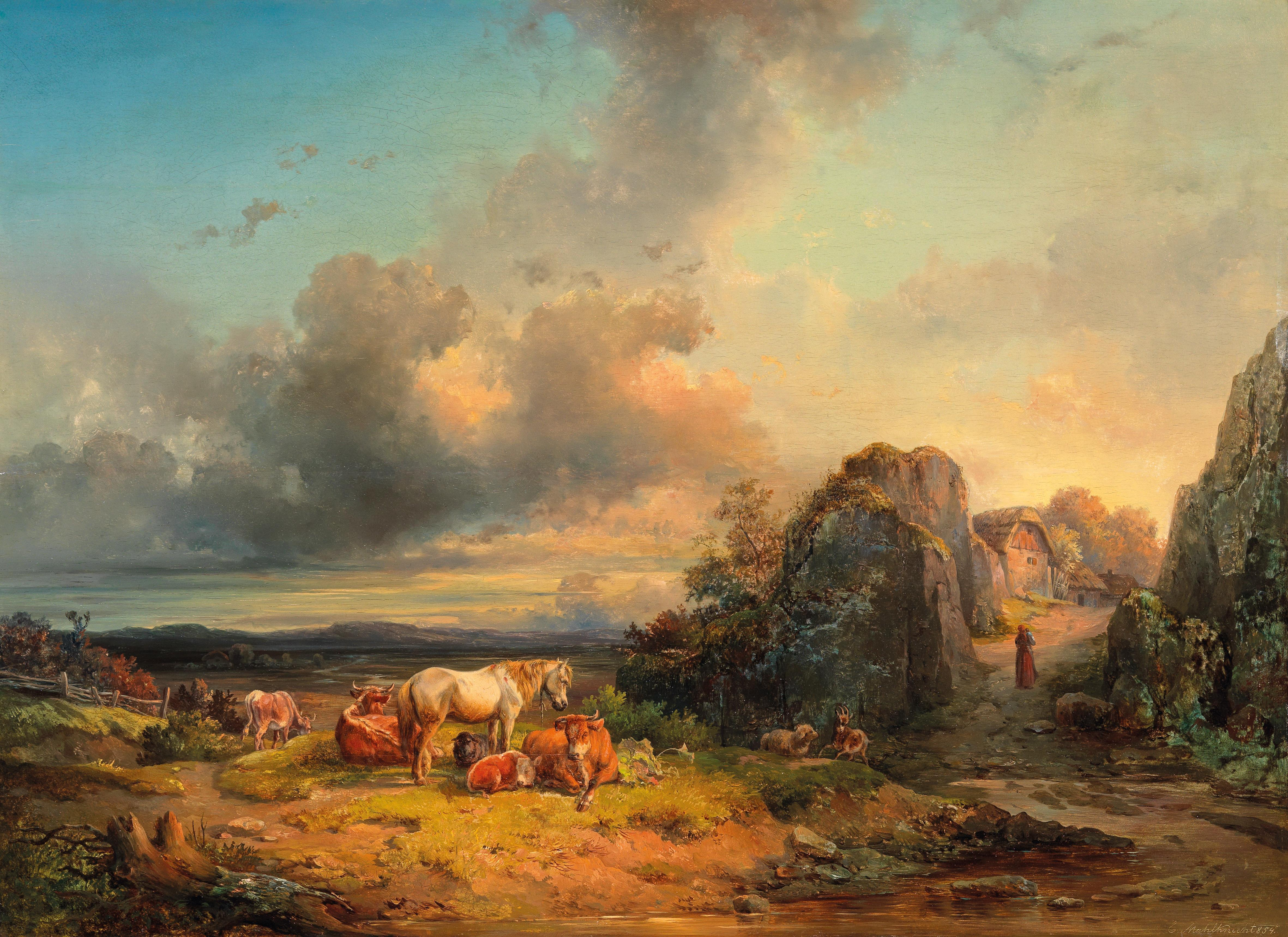
Tiere in Landschaft 1854

Edmund Mahlknecht (* 12. November 1820 in Wien; † 26. Februar 1903 ebenda) war ein österreichischer Maler, Bruder des Stechers, Photographen und Malers Karl Mahlknecht (1810–1893).
Seine Begabung wurde vom Zeichenlehrer Joseph Haßlwander (1812–1878) entdeckt. Edmund Mahlknecht erhielt den ersten Malunterricht bei seinem älteren Bruder Karl, studierte seit 1836 an der Akademie der bildenden Künste Wien bei Joseph Mössmer und Franz Steinfeld dem Jüngeren, ab 1839 studierte er Landschaftsmalerei bei Anton Hansch.
Mahlknecht beschäftigte sich hauptsächlich mit der Tier- und Landschaftsmalerei, beeinflusst von Friedrich Gauermann (1807–1862). Er nahm an vielen Kunstausstellungen teil. Bei der Weltausstellung in Sydney (Australien) 1879 wurde er mit einem Ehrendiplom ausgezeichnet.
Mahlknecht war auch Zeichenlehrer beim Haus Sachsen-Coburg und Gotha.